# Musée maritime du Cap-Sizun
Le Musée maritime du Cap Sizun est un musée domicilié à Audierne, présentant le patrimoine maritime du Cap Sizun.

## Présentation
Le Musée Maritime du Cap Sizun est géré par l'association des Amis du musée maritime. Il occupait les locaux de l'ancien hospice d'Audierne. Il préserve des collections illustrant l'histoire du territoire et la vie de ses habitants. Il s'attache à raconter la vie des gens du Cap Sizun, l'histoire des pêches, les phares, les naufrages, le sauvetage en mer. Le musée présentait près d'un millier d'objets dans 14 salles, ainsi qu'une reconstitution d'un intérieur de maison de pêcheur du début du 20e siècle avec ses meubles et objets d'époque, et plusieurs grandes maquettes dont l'Etoile, l'Ar Zénith, l'Hermione.
Pour l'heure, l'association ne dispose plus de locaux. Les collections ont été mises à l'abri en attendant l'affectation d'un nouveau bâtiment par les pouvoirs publics.